# Hentriacontansäure
Hentriacontansäure ist eine langkettige, gesättigte Fettsäure mit ungeradzahliger Kohlenstoffzahl. Die Alkansäure zählt zur Gruppe der Wachssäuren.
Die Fettsäure kommt in Blattwachsen vor; so wurde sie etwa aus der Sisal-Agave (Agave sisalana) isoliert.
Sie wurde früher oft mit der Melissinsäure verwechselt.